# (37433) 2002 AA19
(37433) 2002 AA19 es un asteroide perteneciente al cinturón de asteroides, descubierto el 8 de enero de 2002 por el equipo del JPL/NEAT desde el Observatorio de Haleakala, Hawái, Estados Unidos.

## Designación y nombre
Designado provisionalmente como 2002 AA19.

## Características orbitales
2002 AA19 está situado a una distancia media del Sol de 2,547 ua, pudiendo alejarse hasta 3,258 ua y acercarse hasta 1,837 ua. Su excentricidad es 0,279 y la inclinación orbital 13,426 grados. Emplea 1485,03 días en completar una órbita alrededor del Sol.

## Características físicas
La magnitud absoluta de 2002 AA19 es 14,14. Tiene 7,901 km de diámetro y su albedo se estima en 0,085.